# Brasão de armas da República da Irlanda
O Brasão de armas da República da Irlanda é composto por uma harpa com cordas de prata sobre fundo azul. A harpa, desde há muito, é emblema da Irlanda. A harpa parece ser uma harpa gaélica.

## A harpa
A harpa foi reconhecida como um símbolo da Irlanda desde o século XIII e foi utilizada na cunhagem por irlandesa nos reinados de João e Eduardo I. É por vezes referida como a harpa por conveniência de Brian Boru, Rei da Irlanda. Entrou na heráldica da Irlanda em 1392 sobre a criação do primeiro Brasão real de armas da Irlanda. A harpa foi adoptada como o símbolo do novo Reino da Irlanda estabelecido por Henrique I da Irlanda, em 1541-42. Tem aparecido no terceiro trimestre do Brasão Real de Armas do Reino Unido, devido á união das coroas da Irlanda e da Escócia pela Inglaterra por James VI da Escócia, em Março de 1603.
A harpa foi escolhido como emblema do Estado sobre a criação do Estado Livre irlandês, e um dos seus primeiros tratamentos foi no Grande Selo do Estado Livre irlandês. Ele continuou a ser um emblema do Estado após a Constituição da Irlanda ter sido adoptada. A imagem da harpa é utilizada em moedas, passaportes e documentos oficiais do estado, é também no selo oficial do Presidente da República, Taoiseach, Tánaiste, os ministros do Governo e outros funcionários.
A harpa foi cunhada em 1928 baseando-se no Trinity College Galway e harps, enquanto uma grande versão modificada foi introduzida em 1939, e as actuais moedas irlandesas são, em grande parte, baseadas neste.